# Palazzo Luciani
Palazzo Luciani sorge in Via Roma a Salerno. La sua facciata principale era originariamente su Via Portacatena, a fianco della Chiesa dell'Annunziata.

## L'edificio
Il palazzo fu costruito vicino alle mura della città che furono innalzate nel Cinquecento come difensiva dalle incursioni del corsaro Barbarossa. Le mura così furono sposate più verso l'esterno dando vita ad un nuovo rione: il rione dell'Annunziata. Con il nuovo orientamento delle mura nacque un nuovo asse viario con la costruzione di Porta Catena e l'abbattimento di Porta Rateprandi.
Nell'ambito del nuovo asse viario furono costruiti nuovi palazzi tra cui palazzo Luciani, che presenta una facciata tipica settecentesca. La facciata più importante tuttavia nel corso di quegli anni non era quella sua via Roma, lato adibito alle stalle, ma quella interna. All'inizio del XIX secolo le mura della città furono abbattute e nacque la nuova via della Marina e gli edifici preesistenti o furono abbattuti e fatti ex novo oppure restaurati creando stili diversi su ciascuna facciata. Palazzo Luciani presenta, infatti, una facciata ottocentesca su via Roma e quella settecentesca su via Porta Catena.
Agli inizi del Novecento è stato costruito l'ultimo piano eliminando l'antico tetto a falde per sostituirlo con una struttura in calcestruzzo con terrazza piana ed è stata inserita nell'atrio una lapida dedicata a Pietro Luciani. Negli anni novanta l'edificio è stato completamente restaurato.

## Caratteristiche strutturali
L'edificio Luciani è inserito di forma rettangolare. Strutture verticali in muratura in pietra ad intonaco liscio. Terrazza praticabile. Presenza di volte a botte,a crociera,a vela e solai piani in c.a.. Una scala principale a tre rampe su volte. Facciata esterna con cornici in stucco alle finestre e ai balconi. All'interno cornici in gessolino. Agli inizi del Novecento è stato costruito l'ultimo piano, eliminando l'antico tetto a falde e sostituendolo con una terrazza piana.La costruzione è realizzata con strutture in cemento armato. Non abbiamo notizie certe sulla genesi strutturale del Palazzo Luciani ma possiamo ipotizzare che sia stato realizzato per stratificazioni successive.Un primo edificio giungeva fino al muro di fortificazione, successivamente agli inizi dell'Ottocento, la famiglia Luciani lo ha amppliato e modificato, realizzando la facciata principale sulla via della Marina, nuova arteria del traffico cittadino. A conferma di ciò al piano terra troviamo tracce di un grosso muro parallelo a via Portacatena: forse ciò che rimane delle mura cinquecentesche.